# Пис, Дэвид
Дэвид Пис (англ. David Peace, род. 1967, Оссетт, Великобритания) — английский писатель. В 2003 году он вошёл в список лучших молодых британских романистов по версии литературного журнала Granta.

## Биография
Дэвид Пис вырос в городе Оссетт в Уэст-Йоркшире. Он получил образование в средней школе Батли и Городском университете Манчестера, который оставил в 1991 году, поехав в Стамбул преподавать английский язык. Позднее в 1994 году Пис перебрался в Токио. В 2009 году он вернулся в Великобританию, откуда снова уехал в Токио в 2011 году.
Самое известное произведение Писа — тетралогия The Red-Riding Quartet (в русском переводе «Йоркширский квартет») включает романы «1974» (1999), «1977» (2000), «1980» (2001) и «1983» (2002). Книги рассказывают о полицейской коррупции и серийных убийствах знаменитого Йоркширского потрошителя. В романе выведены несколько человек, занимавшихся расследованием этих преступлений. «Красный райдинг» — трёхчасовая телевизионная постановка, вышедшая в Великобритании в марте 2009 года.
Ещё одно известное произведение Писа — GB84 (2004). Это вымышленное изображение года британской забастовки шахтёров (1984—1985). Оно описывает коварные действия британского правительства и MI5 в борьбе с шахтёрами, борьбу за влияние в правительстве и теряющем силу и авторитет Национальном союзе горняков. Книга получила премию имени Джеймса Тейта Блэка в 2005 году. Основана на реальных событиях, смешанных с вымышленными фактами.

### Романы
- David Peace. GB84[англ.]. — London: Faber and Faber, 2004. — ISBN 978-0571314874.
- David Peace. The Damned Utd[англ.]. — London: Faber and Faber, 2006. — ISBN 978-0571224265.
- David Peace. Red or Dead[англ.]. — London: Faber and Faber, 2013. — ISBN 978-0571224265.
- David Peace. Patient X: the Case-Book of Ryūnosuke Akutagawa. — London: Faber and Faber, 2018. — ISBN 978-0571336241.
- David Peace. Munichs. — London: Faber and Faber, 2024. — ISBN 978-0571381159.

The Red Riding Quartet:
- David Peace. Nineteen Seventy-Four. — London: Quercus, 1999. — ISBN 978-1847245359.
- David Peace. Nineteen Seventy-Seven. — London: Serpent's Tail[англ.], 2000. — ISBN 978-1852426392.
- David Peace. Nineteen Eighty. — London: Serpent's Tail, 2001. — ISBN 978-1852426941.
- David Peace. Nineteen Eighty Three. — London: Serpent's Tail, 2002. — ISBN 978-1852426842.

Tokyo Trilogy:
- David Peace. Tokyo Year Zero. — London: Faber and Faber, 2007. — ISBN 978-0571236459.
- David Peace. Occupied City. — London: Faber and Faber, 2009. — ISBN 978-0571251803.
- David Peace. Tokyo Redux. — London: Faber and Faber, 2021. — ISBN 978-0571232000.

### На русском языке
«Йоркширский квартет»:
- 1974: Сезон в аду / пер. с англ. А. Буданок. — Екатеринбург: У-Фактория, 2006. — 432 с. — (Нуар). — ISBN 5-9709-0200-4.
- 1977: Кошмар Чапелтауна / пер. с англ. А. Буданок. — Екатеринбург: У-Фактория, 2006. — 448 с. — (Нуар). — ISBN 5-9757-0088-4.

## Награды
- 2005 — Мемориальная премия Джеймса Тейта Блэка (за роман GB84).